# Kanh
Der Kanh ist ein nur etwa 21 km langer Nebenfluss der Saraswati im zentralindischen Bundesstaat Madhya Pradesh; er gehört zum Flusssystem des Ganges.

## Verlauf
Der Kanh entspringt in den Kakri-Bardi-Hills in den südöstlichen Vorstadt-Bezirken von Indore und fließt anschließend in nordwestlicher Richtung, um schließlich im Stadtzentrum in die Saraswati zu münden.

## Verschmutzung
Vor allem durch ungeklärte Abwässer von Haushalten und Kleinindustrie ist der Kanh erheblich belastet. Es gibt – bislang jedoch wenig erfolgreiche – Versuche zu dessen Säuberung bzw. Umleitung.